# Grand Prix Maďarska 2022
Grand Prix Maďarska 2022 (oficiálně Formula 1 Aramco Magyar Nagydíj 2022) se jela na okruhu Hungaroring v Maďarsku dne 31. července 2022. Závod byl třináctým v pořadí v sezóně 2022 šampionátu Formule 1.

## Kvalifikace
| Poř.                        | No. | Jezdec           | Konstruktér           | Časy v kvalifikaci | Časy v kvalifikaci | Časy v kvalifikaci | Pořadí na startu |
| Poř.                        | No. | Jezdec           | Konstruktér           | Q1                 | Q2                 | Q3                 | Pořadí na startu |
| --------------------------- | --- | ---------------- | --------------------- | ------------------ | ------------------ | ------------------ | ---------------- |
| 1                           | 63  | George Russell   | Mercedes              | 1:18.407           | 1:18.154           | 1:17.377           | 1                |
| 2                           | 55  | Carlos Sainz Jr. | Ferrari               | 1:18.434           | 1:17.946           | 1:17.421           | 2                |
| 3                           | 16  | Charles Leclerc  | Ferrari               | 1:18.806           | 1:17.768           | 1:17.567           | 3                |
| 4                           | 4   | Lando Norris     | McLaren-Mercedes      | 1:18.653           | 1:18.121           | 1:17.769           | 4                |
| 5                           | 31  | Esteban Ocon     | Alpine-Renault        | 1:18.866           | 1:18.216           | 1:18.018           | 5                |
| 6                           | 14  | Fernando Alonso  | Alpine-Renault        | 1:18.716           | 1:17.904           | 1:18.078           | 6                |
| 7                           | 44  | Lewis Hamilton   | Mercedes              | 1:18.374           | 1:18.035           | 1:18.142           | 7                |
| 8                           | 77  | Valtteri Bottas  | Alfa Romeo-Ferrari    | 1:18.935           | 1:18.445           | 1:18.157           | 8                |
| 9                           | 3   | Daniel Ricciardo | McLaren-Mercedes      | 1:18.775           | 1:18.198           | 1:18.379           | 9                |
| 10                          | 1   | Max Verstappen   | Red Bull Racing-RBPT  | 1:18.509           | 1:17.703           | 1:18.823           | 10               |
| 11                          | 11  | Sergio Pérez     | Red Bull Racing-RBPT  | 1:19.118           | 1:18.516           |                    | 11               |
| 12                          | 24  | Čou Kuan-jü      | Alfa Romeo-Ferrari    | 1:18.973           | 1:18.573           |                    | 12               |
| 13                          | 20  | Kevin Magnussen  | Haas-Ferrari          | 1:18.993           | 1:18.825           |                    | 13               |
| 14                          | 18  | Lance Stroll     | Aston Martin-Mercedes | 1:19.205           | 1:19.137           |                    | 14               |
| 15                          | 47  | Mick Schumacher  | Haas-Ferrari          | 1:19.164           | 1:19.202           |                    | 15               |
| 16                          | 22  | Júki Cunoda      | AlphaTauri-RBPT       | 1:19.240           |                    |                    | 16               |
| 17                          | 23  | Alexander Albon  | Williams-Mercedes     | 1:19.256           |                    |                    | 17               |
| 18                          | 5   | Sebastian Vettel | Aston Martin-Mercedes | 1:19.273           |                    |                    | 18               |
| 19                          | 10  | Pierre Gasly     | AlphaTauri-RBPT       | 1:19.527           |                    |                    | PL               |
| 20                          | 6   | Nicholas Latifi  | Williams-Mercedes     | 1:19.570           |                    |                    | 19               |
| 107 % času vítěze: 1:23.860 |     |                  |                       |                    |                    |                    |                  |
| Zdroj:                      |     |                  |                       |                    |                    |                    |                  |

Poznámky
1. ↑  Pierre Gasly se kvalifikoval devatenáctý, ale protože měnil komponenty pohonné jednotky pod parc fermé, musel startovat z pit lane.

## Závod
| Poř.                                                               | No. | Jezdec           | Konstruktér           | Počet kol | Čas/Odstoupení | Pořadí na startu | Body |
| ------------------------------------------------------------------ | --- | ---------------- | --------------------- | --------- | -------------- | ---------------- | ---- |
| 1                                                                  | 1   | Max Verstappen   | Red Bull Racing-RBPT  | 70        | 1:39:35.912    | 10               | 25   |
| 2                                                                  | 44  | Lewis Hamilton   | Mercedes              | 70        | +7.834         | 7                | 19   |
| 3                                                                  | 63  | George Russell   | Mercedes              | 70        | +12.337        | 1                | 15   |
| 4                                                                  | 55  | Carlos Sainz Jr. | Ferrari               | 70        | +14.579        | 2                | 12   |
| 5                                                                  | 11  | Sergio Pérez     | Red Bull Racing-RBPT  | 70        | +15.688        | 11               | 10   |
| 6                                                                  | 16  | Charles Leclerc  | Ferrari               | 70        | +16.047        | 3                | 8    |
| 7                                                                  | 4   | Lando Norris     | McLaren-Mercedes      | 70        | +1:18.300      | 4                | 6    |
| 8                                                                  | 14  | Fernando Alonso  | Alpine-Renault        | 69        | +1 kolo        | 6                | 4    |
| 9                                                                  | 31  | Esteban Ocon     | Alpine-Renault        | 69        | +1 kolo        | 5                | 2    |
| 10                                                                 | 5   | Sebastian Vettel | Aston Martin-Mercedes | 69        | +1 kolo        | 18               | 1    |
| 11                                                                 | 18  | Lance Stroll     | Aston Martin-Mercedes | 69        | +1 kolo        | 14               |      |
| 12                                                                 | 10  | Pierre Gasly     | AlphaTauri-RBPT       | 69        | +1 kolo        | PL               |      |
| 13                                                                 | 24  | Čou Kuan-jü      | Alfa Romeo-Ferrari    | 69        | +1 kolo        | 12               |      |
| 14                                                                 | 47  | Mick Schumacher  | Haas-Ferrari          | 69        | +1 kolo        | 15               |      |
| 15                                                                 | 3   | Daniel Ricciardo | McLaren-Mercedes      | 69        | +1 kolo        | 9                |      |
| 16                                                                 | 20  | Kevin Magnussen  | Haas-Ferrari          | 69        | +1 kolo        | 13               |      |
| 17                                                                 | 23  | Alexander Albon  | Williams-Mercedes     | 69        | +1 kolo        | 17               |      |
| 18                                                                 | 6   | Nicholas Latifi  | Williams-Mercedes     | 69        | +1 kolo        | 19               |      |
| 19                                                                 | 22  | Júki Cunoda      | AlphaTauri-RBPT       | 68        | +2 kola        | 16               |      |
| 20                                                                 | 77  | Valtteri Bottas  | Alfa Romeo-Ferrari    | 65        | Vstřikování    | 8                |      |
| Nejrychlejší kolo: Lewis Hamilton (Mercedes) – 1:21.386 (57. kolo) |     |                  |                       |           |                |                  |      |
| Zdroj:                                                             |     |                  |                       |           |                |                  |      |

Poznámky
1. ↑  Včetně bodu za nejrychlejší kolo.
2. ↑  Daniel Ricciardo dojel třináctý, ale obdržel penalizaci 5 sekund za způsobení kolize s Lancem Strollem.
3. ↑  Valtteri Bottas závod nedokončil, ale byl klasifikován, protože odjel více než 90 % délky závodu.

## Průběžné pořadí po závodě
| Pořadí | Jezdec | Body             |     |
| ------ | ------ | ---------------- | --- |
|        | 1      | Max Verstappen   | 258 |
|        | 2      | Charles Leclerc  | 178 |
|        | 3      | Sergio Pérez     | 173 |
| 1      | 4      | George Russell   | 158 |
| 1      | 5      | Carlos Sainz Jr. | 156 |
| Zdroj: |        |                  |     |

| Pořadí | Konstruktér | Body                 |     |
| ------ | ----------- | -------------------- | --- |
|        | 1           | Red Bull Racing-RBPT | 431 |
|        | 2           | Ferrari              | 334 |
|        | 3           | Mercedes             | 304 |
|        | 4           | Alpine-Renault       | 99  |
|        | 5           | McLaren-Mercedes     | 95  |
| Zdroj: |             |                      |     |